# François-Bénédict de Rouxel
Pour les articles homonymes, voir Rouxel.
François-Bénédict de Rouxel de Medavy, marquis de Grancey, baptisé le 1er avril 1635 et décédé le 9 septembre 1679 à Argentan, est un gentilhomme et officier de marine français du XVIIe siècle. Né dans une famille de la noblesse normande, il pense un temps s'engager au service de l'Église avant d'opter pour la carrière des armes, comme son père le maréchal de Grancey. Il reçoit, à 23 ans, le commandement du régiment de Grancey avec lequel il prend part à la guerre austro-turque et se distingue à la bataille de Saint-Gothard en 1664. Dans les années qui suivent, il passe dans la Marine royale tout en conservant le commandement de son régiment, il participe en 1668 et 1669 aux expéditions de secours à Candie assiégée par les Ottomans.
Pendant la guerre de Hollande (1672-1678) il a l'occasion de se distinguer à nouveau. Lors de la bataille de Solebay le 7 juin 1672, désireux de se battre contre la flotte hollandaise de l'amiral Ruyter il doit cependant se conformer aux ordres secrets de Louis XIV appelant à la retenue. L'année suivante, il a l'occasion de montrer sa valeur au large des bancs de Flandre, et désorganise l'arrière-garde hollandaise en compagnie du Chevalier de Valbelle. Il termine la guerre dans les Antilles contre l'amiral hollandais Binckes qu'il affront à deux reprises au large de Tobago en 1677. Rentré en France, il est nommé gouverneur de la ville et du château d'Argentan, poste qu'il n'occupera qu'un an. Il est promu au grade de lieutenant général des armées navales du Roi, un des grades les plus élevés de la Marine royale à l'époque, cinq jours avant sa mort le 9 septembre 1679, à l'âge de quarante-quatre ans.

## Biographie

### Origines et famille
François-Bénédict de Rouxel de Medavy descend d'une illustre famille de la noblesse normande qui a donné au royaume de France plusieurs officiers généraux et prélats.
Il est le cinquième fils de Jacques Rouxel, comte de Grancey (1603-1680), maréchal de France. Sa mère, Catherine de Monchy-Hocquincourt, est demoiselle d'honneur de la Reine, Anne d'Autriche, elle meurt le 5 décembre 1638. Son oncle est le marquis d'Hocquincourt (1599-1658), maréchal de France est tué devant Dunkerque. Le fils de celui-ci, Dominique de Monchy (?-1665) , surnommé le « chevalier d'Hocquincourt », meurt noyé avec son vaisseau, après s'être distingué dans un combat naval contre les galères ottomanes le 28 novembre 1665, en compagnie de Tourville.
Ses parents se marient le 12 février 1624, de cette union naissent neuf enfants. Ayant successivement perdu ses trois frères, Georges, François et Jacques de Rouxel, morts jeunes, il devint le second fils du maréchal, et comme tel prend le titre de marquis de Grancey, suivant l'usage de l'époque.
Son frère ainé Pierre Rouxel, comte de Grancey et de Médavy (1626-1704), aura pour fils Jacques Eléonor Rouxel de Grancey (1655-1725), maréchal de France, et pour petit-fils Philippe François Rouxel de Blanchelande (1735-1793), gouverneur de Saint-Domingue.

### Jeunesse et débuts
D'abord destiné à l'Église et à l'état ecclésiastique par son oncle François de Médavy, futur archevêque de Rouen, il étudie comme abbé de Grancey au Collège d'Autun ; mais bientôt, entraîné par son penchant pour la carrière des armes, il abandonne cette voie.

### Carrière dans l'armée de terre

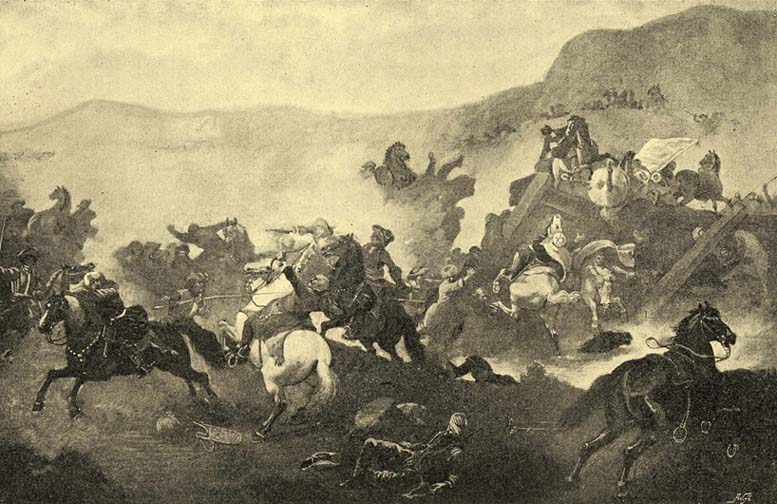
Bataille de Saint-Gothard, 1 août 1664

François-Bénédict de Rouxel débute dans l'armée de terre. Âgé de vingt-trois ans seulement, il est, par commission du 13 mars 1659 nommé colonel du régiment de Grancey, sur la démission de son frère aîné, le comte Pierre II de Grancey.
Il se distingue, pendant la guerre austro-turque, à la tête de son régiment, contre les armées ottomanes à la bataille de Saint-Gothard, le 1er août 1664, près du village de Saint-Gothard (Szentgotthárd) en Hongrie, sur la rive nord de la rivière la Raab.
En 1667, pendant la guerre de Dévolution, au siège d’Oudenaarde, il est si grièvement blessé au genou qu’il est obligé de quitter le service de terre et de passer dans la Marine royale, sur les vaisseaux du roi. Il conserve néanmoins le commandement de son régiment. Il participe à la tête de ce régiment la première expédition de Candie, en 1668 une ville de Crète appartenant à la république de Venise et assiégée par les Ottomans. Cette expédition, au dénouement malheureux, coûte la vie au comte de Marey, cousin germain du marquis de Grancey, lors de l'attaque de la ville le 2 novembre 1668.

#### L'expédition de Candie (1669)

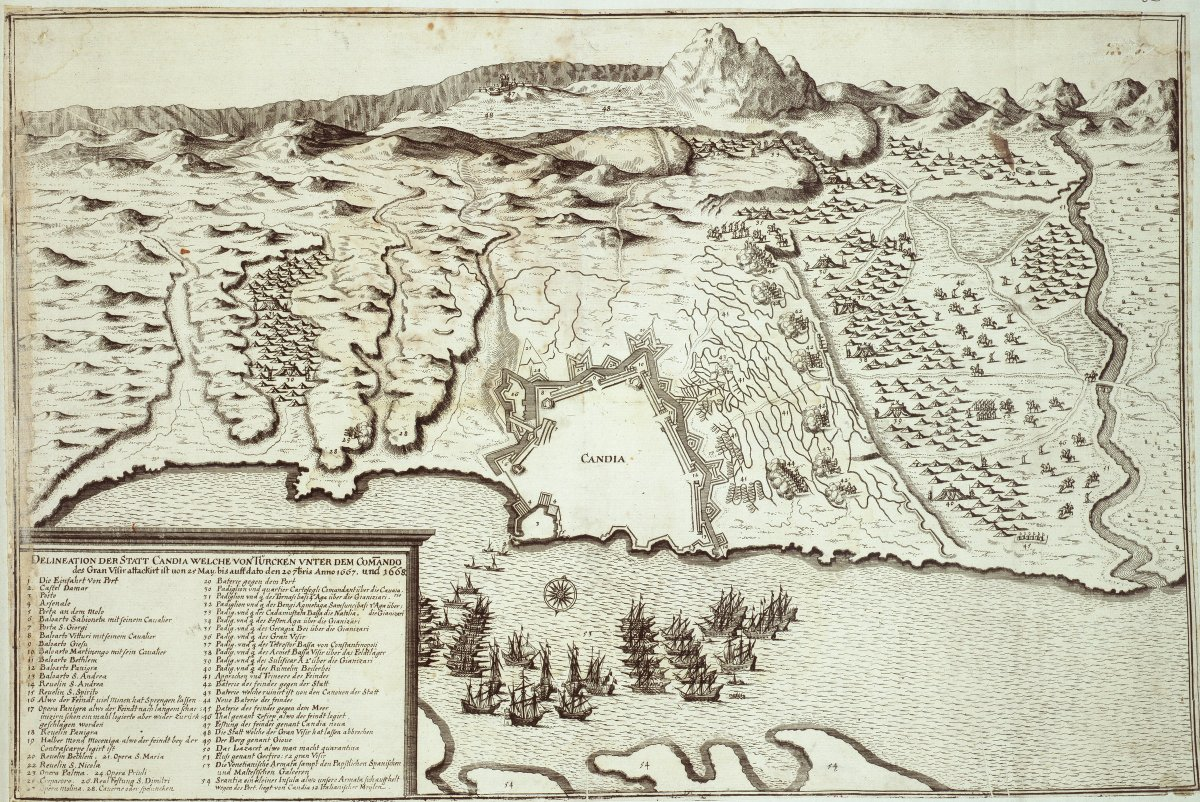
Représentation du siège de Candie (1648-1669)

Le marquis de Grancey est également présent avec son régiment lors de la seconde expédition de Canide, celle de 1669, sous les ordres du maréchal de Navailles, qui n'aura pas un résultat plus heureux.
La flotte française, réunie à Toulon, se compose alors de vingt vaisseaux de ligne, treize galères et trois galiotes. Elle est commandée par l'amiral duc de Beaufort, et par le général des galères le comte de Vivonne, frère de Madame de Montespan. La flotte devait rallier en route la petite flotte de Rome et de Naples, placée sous les ordres du bailli de Rospigliosi, cardinal-neveu du pape Clément IX. Le marquis de Grancey commande Le Lys, vaisseau de 40 canons avec 230 hommes d'équipage.
Après la jonction des flottes combinées, le bailli se fait présenter les officiers français par le général des galères. Tourville, capitaine du Croissant, dont les exploits commençaient à être célèbres, n'est pas oublié à cette occasion. Lorsque arrive le tour du marquis de Grancey :
« Oh! celui-là, dit Vivonne, n'est point un muguet, mais il est aussi brave et déterminé que pas un, et plus spirituel, plus moqueur et plus salé que les plus malicieux des beaux esprits de la Cour ; en un mot, c'est le marquis de Grancey. 
— Est-ce donc de la famille du maréchal de Grancey que j'ai eu l'honneur de saluer à Rome ? 
— Oui, monsieur le bailli. 
— Il a, dans ce cas, un grand nom à soutenir. »
Arrivé sous les murs de Candie, le capitaine de vaisseau redevint colonel du régiment de Grancey, à la tête duquel il appuie la sortie des troupes françaises. L'engagement a lieu près de ce fort de la Sablonnière. Le marquis de Grancey se distingue en s'emparant d'un bâton de pacha de l'armée ottomane. Pourtant, l'issue du combat est lamentable, Beaufort meurt glorieusement mais ne peut conjurer la défaite de ses troupes.
Le marquis de Grancey commande ce régiment jusqu'au 7 mars 1675, avec le grade de mestre de camp jusqu'en 1661 puis, à la suppression de ce grade, avec celui de colonel.

### Carrière dans la marine royale pendant la guerre de Hollande
Trois ans après, au mois de juin 1672, Louis XIV, par l'entremise de Madame Henriette, parvient à entraîner le roi d'Angleterre Charles II dans la guerre contre les Provinces-Unies.
Trente vaisseaux, cinq frégates et huit brûlots, sous le commandement du vice-amiral d'Estrées, appareillaient du port de Brest, pour rallier la flotte anglaise dans le voisinage de l'île de Wight. Le duc d'York, frère du roi d'Angleterre, reçoit le commandement des forces navales combinées. Abraham Duquesne commande le Terrible, avec le pavillon de contre-amiral. Quant au marquis de Grancey, il commandement de l’Illustre, 70 canons et 430 hommes d'équipage.

#### Bataille de Solebay, 7 juin 1672

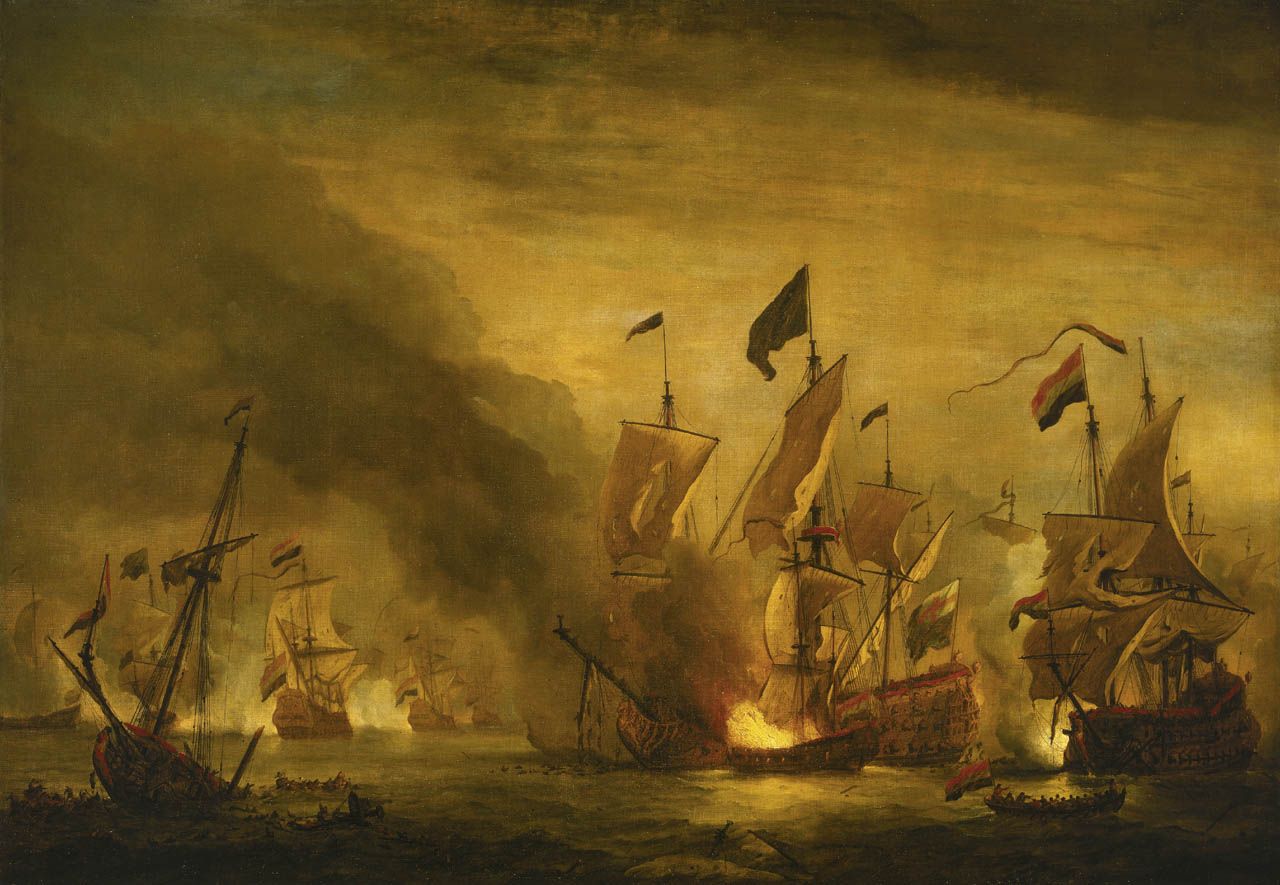
Le bombardement du Royal James à la bataille de Solebay, le 28 mai 1672 par Willem van de Velde le jeune.

Le 7 juin, au matin, l'amiral Ruyter parait à l'improviste en vue des forces alliées, au mouillage à Solebay (Suffolk). La flotte des Provinces-Unies est alors forte de 86 vaisseaux de guerre, 30 brûlots et de nombreuses galiotes. Surpris par cette attaque inopinée, le duc d'York ne peut mettre en ordre de bataille qu'une vingtaine de ses vaisseaux. Une lutte s'engage bientôt acharnée entre la flotte anglaise et la flotte hollandaise, et telle fut la valeur déployée de part et d'autre que l'issue en demeura incertaine.
Pendant ce temps-là, l'escadre de Zélande, sous les ordres de l'amiral Bankert, s'attaquait aux vaisseaux français, conduits par le comte d'Estrées. Mais, Louis XIV ayant donné aux amiraux français des instructions secrètes consistant à laisser les flottes anglaises et hollandaises s'entre-déchirer, la flotte française prétexte la présence de vents défavorables pour ne prendre qu'une part mineure au combat. Grancey doit se résigner à lâcher de loin quelques bordées sans effet,.
Le lendemain matin, le combat reprend avec la même vivacité, mais sans plus de résultat. Il se termine par la retraite des forces hollandaises vers les côtes de Flandre, laissant aux armées combinées l'apparence d'une victoire au moins douteuse. Quoi qu'il en soit, le marquis de Grancey, déçut par ce simulacre de combat, écrit au ministre de la Marine Colbert la lettre suivante, :

« Monseigneur,
Je laisse à beaucoup d'autres qui ont l'esprit mieux tourné que moy à la relation, à vous faire la description d'un grand combat. Pour moy je mattendois bien d'entrer en dance, quoyque le dernier de la ligne et de parvenir à la plus forte meslée, lorsque contre l'attente de tous les gens du mestier, M. le vice-amiral, au lieu de suivre M. le duc d'Hiorc qui courait au Nord, mist à l'autre bort pour venir escarmoucher contre l'escadre de Flessingue qui avait reviré probablement pour nous amuser. Lon escarmoucha d'assez loin pour que j'aie regret à 1,800 coups de canon que je tirey pour faire comme les autres ; nous fismes cantité de petites bordées, tout ainsi comme si nous eussions esté de l'escadre de Flessingue, revirant avec eux. Bien des gens croient que si nous eussions couru un bon bort, que nous les eussions mis plus proche de nous. Mais pour moy, Monseigneur, je suis de ces gens qui ont foy pour les généraux et leur capacité, dès qu'il est escrit et signé Louis, et ce que les autres attriburoient à une grande faute dans le mestier, j'aime mieux l'attribuer à quelqu'ordre secret, ou à quelque délicatesse du mestier qui passe ma capacité et douze ans d'expérience que j'ay à la marine. C'est de la bonté que vous m'avez promis, Monseigneur, que j'espère qu'elle ne me sera pas inutile. J'espère par vostre moien aller un peu plus viste que je n'ay esté. Si ce pauvre Desardans, qui n'a qu'une jambe a cloche-pied, alloit passer devant moi; sans passer plus outre, je m'assiérois là, quitterais mon épée, prendrois une plume, et j'écrirois sous un de vos commis jusques à la consommation des siècles, pour ne vous être pas inutile, ayant fait vœu d'être toute ma vie,
Vostre, etc.,
Le marquis de Grancey »

#### Bataille de Schooneveld, 7 juin 1673

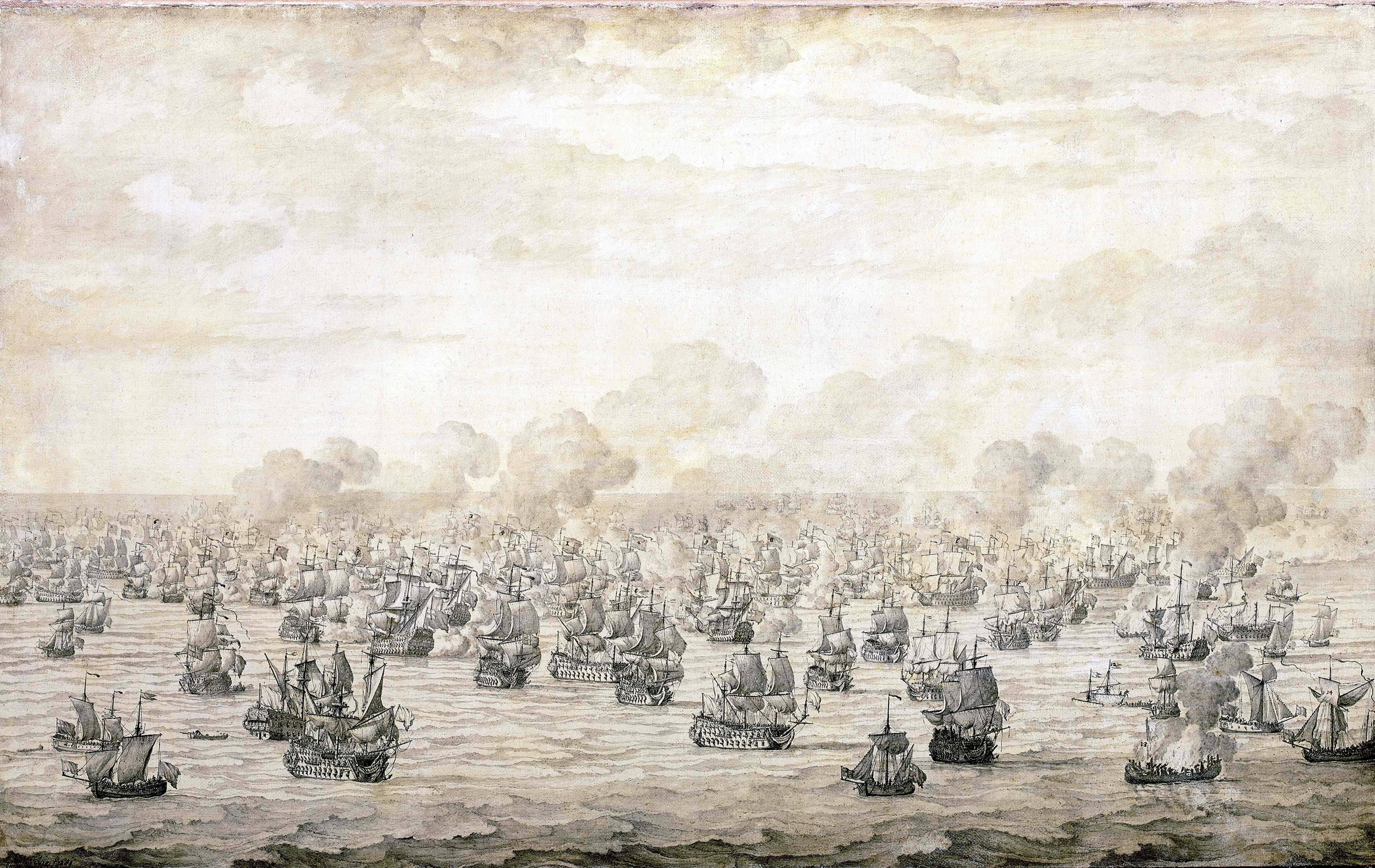
La première bataille de Schooneveld, le 7 juin 1673, par Willem Van de Velde l'Ancien.

Un an après, jour pour jour, le 7 juin 1673, les mêmes antagonistes en revenaient aux mains sur les côtes de Hollande. 
Le marquis de Grancey se distingue à la première bataille de Schooneveld, le 7 juin 1673, en compagnie du chevalier de Valbelle, au cours de laquelle il parvient grâce à ses manœuvres habiles désorganiser l'arrière-garde hollandaise. « L'escadre de Zélande, nous dit la Gazette de France, ploya sous ses efforts. » Cette fois Ruyter en personne eut à lutter contre la valeur de Grancey. Il est blessé au cours de ce combat. Dans le récit du combat qu'il envoie au ministre, le vice-amiral d'Estrées écrit :

« M. le prince Rupert avait engagé le combat avec l'escadre rouge, et commencé à faire plier l'ennemi, lorsqu'au corps de bataille, et particulièrement une partie des vaisseaux de la division du vice-amiral, et ceux qui restaient avec M. le marquis de Grancey, pressèrent si vivement les vaisseaux qui leur étaient opposés, qu'ils commencèrent à quitter leur ligne; et l'amiral de Zélande se trouvant lui-même extrêmement incommodé par M. le marquis de Grancey, eût été emporté et poussé comme les autres, si, dans ce temps-là, l'amiral Ruyter, voyant bien qu'il ne pouvait rétablir ce désordre sans le secourir, ou soit encore qu'il fût lui-même trop près des bancs, n'eût pris le parti de changer de bord, et de percer et couper la ligne de notre armée entre le contre-amiral et le vice-amiral des vaisseaux de Sa Majesté. »

Avant d'ajouter plus loin :

« M. le marquis de Grancey, et toute la division, ont pressé extrêmement les ennemis, et s'il y avait quelque chose à trouver à redire dans cette action, c'est un peu trop de chaleur qui le porta d'arriver sur l'ennemi avec une partie de ceux de la division du vice-amiral. »

De cette époque date la promotion de Monsieur de Grancey au grade de chef d'escadre des armées navales (1672).

#### Combats dans les Antilles (1677)

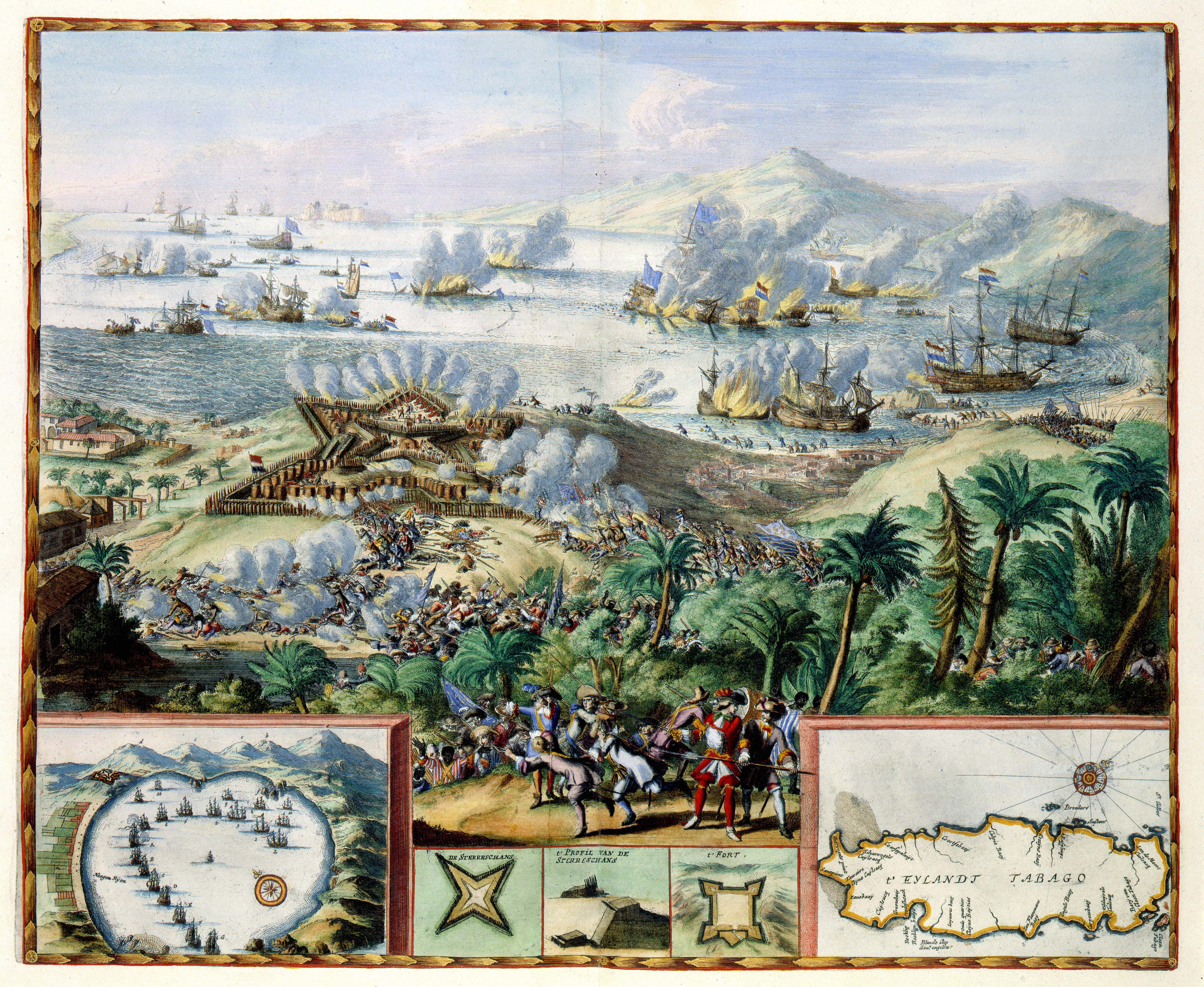
La bataille de Tabago, le 3 mars 1677.

Au début de 1677, le théâtre de la guerre contre les Hollandais se déplace en mer des Antilles, où les Provinces-Unies avaient d'importantes possessions. Le comte d'Estrées fait armer à ses frais quatre vaisseaux de 50 canons, et quatre frégates de 30 canons. Il choisit le marquis de Grancey, pour être son premier chef d'escadre. En mars 1677, les Hollandais s'emparent de Cayenne faiblement défendue par la garnison commandée par le chevalier de Lezy, n'avait pu tenir tête à l'escadre de l'amiral Binkes.
De là, se dirigeant sur l'île de Tabago, point stratégique important pour ses opérations, auxquelles elle pouvait servir de base, l'amiral hollandais, après en avoir pris possession, la fortifie, y place une forte garnison et songe à y établir une colonie. Dans ce but, il attaque les possessions françaises de Saint-Domingue et de Marie-Galante, et après les avoir ravagées, en enlève les esclaves noirs et le matériel qu'il emporte sur sa nouvelle colonie.
C'est dans ce contexte que le marquis de Grancey arrive aux Antilles, avant le flotte du comte d'Estrées. Il commande L'Apollon, et disposait sous ses ordres d'un seul autre vaisseau, alors que l'escadre de Binkes en comptait cinq. Sans se préoccuper de cette infériorité, Grancey se met à la poursuite des Hollandais et remporte une victoire complète.
À la nouvelle de ce succès, Colbert presse le départ de d'Estrées, dont l'escadre quitte Brest le 6 octobre 1676. Au début de janvier 1677, Cayenne est reprise par les vaisseaux français qui se dirigent ensuite contre Tobago. Le 3 mars 1677, une première tentative sur cette île est très meurtrière pour les Hollandais, qui y perdent sept vaisseaux, sans mais les Français, assez maltraités eux-mêmes, ne peuvent prendre possession de l'île. Le marquis de Grancey se distingue à nouveau à cette occasion.
Le 6 décembre 1677, la flotte française, renforcées par des troupes embarquées à Brest, revient à la charge. Grancey récle de diriger l'attaque, comme premier officier général ; d'Estrées s'y oppose au motif qu'il avait besoin de la présence des officiers sur les vaisseaux. Le 12 décembre, une bombe lancée par l'escadre française tombe sur le fort, met le feu aux poudres et ensevelit sous les décombres l'amiral Binkes avec seize officiers et 250 soldats. D'Estrées, profitant de la confusion, fait débarquer 450 hommes, et, une heure après, le fort tombe ainsi que les vaisseaux ennemis. Grancey avait pris une large part à l'action, et d'Estrées le signale dans son rapport parmi ceux qui avaient le plus contribué à ce succès inespéré.
Grancey demeura encore à la mer une partie de l'année suivante. Il rallie d'Estrées au mouillage à la Martinique, et est chargé d'y commander pendant que l'amiral faisait sa malheureuse expédition contre Curaçao. C'est à cette époque qu'il fait construire le monastère des religieux Dominicains à Saint-Pierre en Martinique, dans le quartier du Mouillage,.
Cette campagne est pour lui la dernière. Un trop long séjour en mer avait développé chez lui le germe d'une maladie de poitrine qui devait bientôt faire de rapides progrès.

### Retour en France et mort
Rentré en France, le marquis de Grancey vient prendre possession du gouvernement des ville et château d'Argentan, dont le maréchal de Grancey, son père, s'était démis l'année précédente en sa faveur, et dont les provisions lui sont délivrées le 24 septembre 1677. Son séjour en France est de courte durée puisqu'un an à peine après son retour il meurt le 9 septembre 1679, aux atteintes d'un mal inexorable. Il est promu lieutenant général des armées navales cinq jours avant sa mort.

## Mariage et descendance
Il épouse le 25 janvier 1673, Jeanne Aimée de Rabodanges (1654-1722), dont quatre enfants : 
- Hardouin-François, religieux. Abbé de Saint-Pierre d’Étampes de 1680 à 1706
- Un fils, mort jeune (?)
- Marie Françoise Rouxel, née vers 1675. Elle épouse en 1689 Gabriel Texier, comte d'Hautefeuille.
- Marie Marguerite Rouxel, née vers 1677. Elle épouse en 1705 Michel de Fouilleuse, marquis de Flavacourt

Veuve, sa femme épouse en 1688, Nicolas Auguste de La Baume, marquis de Montrevel, fait maréchal de France le 25 février 1722.

## Jugement par ses biographes
Le biographe du XIXe siècle, Victor des Diguères, dans son Étude sur les Rouxel de Médavy-Grancey (1870), dit du marquis de Grancey :

« Élevé à cette dure école qui donna à la France les Jean Bart, les Duquesne, les Tourville, mêlé comme eux aux luttes qui illustrèrent notre marine sous le règne du grand roi, grâce à la forte organisation de Colbert, il partageait quelques-uns des travers de nos plus célèbres marins. Négligé dans sa tenue, rude et inculte dans son langage, il cachait sous ces dehors peu séduisants une âme haute et fière, un esprit vif et pénétrant. Pas plus que le maréchal, il ne semblait propre à jouer le rôle de courtisan; comme lui aussi, il se permettait des réparties dont la naïve brusquerie tranchait au vif sur le langage apprêté de la cour. Étant un jour dans l'antichambre du roi, auquel il allait rendre compte d'une expédition sur mer, il se trouva avec deux maréchaux qui semblaient regarder d'un œil moqueur son accoutrement de marin, plus imprégné de l'odeur du goudron que des parfums à la mode. Le mot malsonnant de palefrenier ayant frappé son oreille :
— Palefrenier ! soit ! dit le marquis, et tout prêt à vous étriller. »